# Castell de Sant Joan de Lloret de Mar
El castell de Sant Joan és una fortificació del municipi de Lloret de Mar a la comarca de la Selva declarada bé cultural d'interès nacional. El bastió és damunt una petita elevació coneguda popularment com el Turó des Castell, que acumula un desnivell de 60 metres sobre el nivell del mar. Des d'aquesta posició albirem perfectament, a més de l'àrea propera al nucli de Lloret, el castell de Sant Joan de Blanes, que forma part d'una mateixa línia de fortificacions. El castell de Sant Joan és en el turó que separa Lloret de Fenals, en un penya-segat. Hi ha un camí que surt del Passeig Manuel i Bernat i que transcorre arran de mar fins a arribar al castell. No té cap mena de pèrdua. Aquest és el recorregut a peu. Paral·lelament també es pot sortir amb cotxe des de la plaça de la Riera; agafar el carrer Francesc Campedrà tot recte, i després el carrer Marià Fortuny que condueix cap al castell. El castell està penjat literalment arran dels espadats.

## Arquitectura
El castell és en un petit promontori, al centre del qual hi ha la gran torre mestra, de planta circular, d'una alçada d'uns 18 metres d'altura. La torre està envoltada per un gran mur perimetral, d'uns cinc metres d'alçada, el qual defineix la planta o silueta triangular primigènia que havia tingut el castell a l'origen. El castell ocupava un espai triangular d'uns 500 metres quadrats de superfície, protegit per la part de l'interior mitjançant una fossa d'uns tres metres de profunditat. Cal imaginar-se'l com una construcció defensiva molt simple, amb una part bàsica que era la torre, destinada a servir de talaia, rodejada d'un recinte emmurallat. A l'interior d'aquest recinte hi havia unes dependències molt senzilles, de planta quadrangular o trapezoïdal fetes amb murs de pedra i morter, on vivien els senyors del castell i el seu encarregat (Vegeu plànol adjuntat del castell). Tant la torre com el mur perimetral tenen com a matèria primera les pedres fragmentades i els còdols sense desbastar ni treballar i lligats amb morter de calç.
Contemplant fotografies antigues, com ara la de la fitxa del servei de Patrimoni núm. 1.1101, ens adonem ràpidament que l'any 1989 el castell encara no havia estat restaurat. Tanmateix aquesta fotografia és molt valuosa, ja que ens permet adonar-nos ràpidament de l'estat deplorable en què es trobaven «conservades i protegides» les restes vivents del castell de St. Joan. Unes restes vivents que es limitaven tan sols, com es pot veure a simple vista en la fotografia, a part del basament de la torre circular i un fragment esquinçat del mur perimetral.

## Història

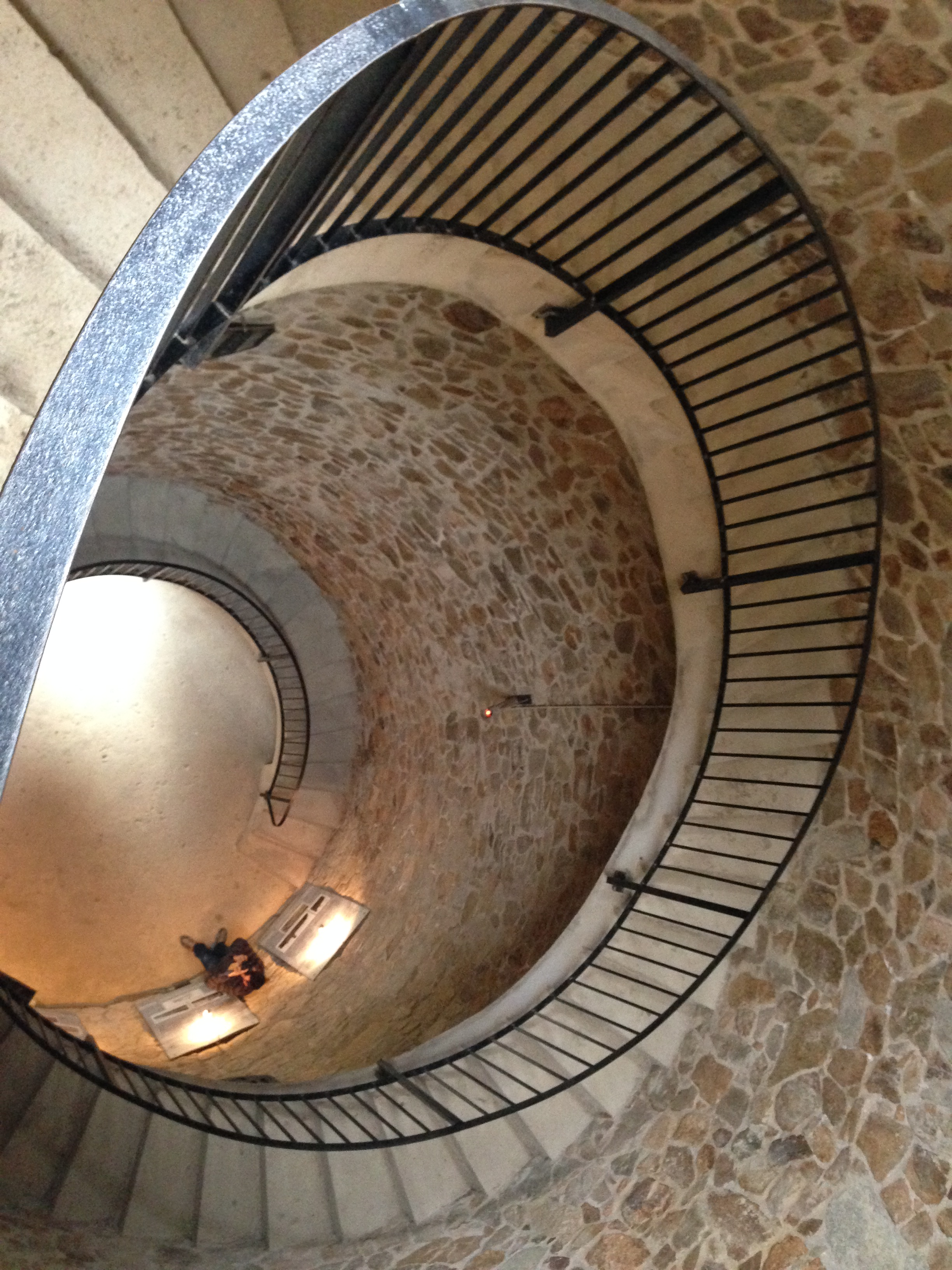
Interior de la torre del Castell de Sant Joan de Lloret de Mar

### Origen
La construcció es remunta al segle xi dC i les dades documentals més antigues que coneixem de la fortalesa són de l'any 1041. El document és una donació dels vescomtes Guerau i Ermessenda a Sicardis, neta del vescomte de Girona, Seniofred, i senyora de Lloret.
El dia 23 de gener de l'any 1079 el bisbe Berenguer Guifré de Girona va consagrar la capella de Sant Joan, que es trobava dins el recinte fortificat. Després de la mort de Sicardis (l'any 1104), els terrenys feudals van passar a ser compartits pel seus fills Bernat Umbert (bisbe de Girona) i el seu gendre Bernat Gaufred (els descendents del qual van esdevenir senyors del castell de Palafolls). A la seva mort, el bisbe Bernat Umbert va llegar la seva part a la seu de Girona. Després d'alguns conflictes, Guillem de Palafolls també va fer donació de la jurisdicció a la seu de Girona. A partir d'aquest moment el feu va passar a pertànyer exclusivament a la Seu del Capítol de la catedral de Girona. La jurisdicció va ser exercida per un paborde. Uns anys més tard, vers el 1170 o el 1171, Bernat de Palafolls, dictà el seu testament, segons el qual la seu de Girona rebia l'altra meitat del castell de Lloret i gaudia, per tant, de tota la propietat.
L'any 1214, un descendent dels Palafolls anomenat Ramon fou elegit bisbe de Girona. Aquest fet va fer que,l'any 1217, el seu germà Guillem concedís a la seu de Girona totes les propietats de Lloret. D'aquesta manera el castell de Lloret esdevingué de ple senyoriu eclesiàstic. La suma d'aquest cúmul de factors va provocar el trencament de la unitat de jurisdicció baronial del sud-oest de la Selva.

### Danys
Durant el regnat de Pere el Gran el castell va patir els atacs de l'armada francesa que el van deixar parcialment danyat. Cap al 1356 va patir un atac de la flota genovesa que el va deixar molt malmès. El 1372, Pere el Cerimoniós, va vendre el dret de bovatge del castell de Lloret, junt amb el de molts altres indrets. Durant el regnat de Pere el Cerimoniós, immers en molts conflictes, es va fer evident la necessitat de portar a terme la restauració de la fortalesa (una sentència del 1378 establia que els habitants del terme del castell de Lloret estaven obligats a treballar en la reparació del castell i a fer-hi serveis en cas de guerra). Al llarg del segle xv es van fer importants reformes en la fortificació (no s'ha aclarit si per reparar encara les destruccions provocades per l'atac genovès o per resoldre problemes estructurals derivats dels moviments sísmics que van afectar aquesta zona entre els anys 1427 i 1431).
És possible que un dels terratrèmols que va tenir lloc en el segle xv i que va afectar les comarques gironines també repercutís en el castell, ja que en el segle xv es van dur a terme obres de reconstrucció, segons han demostrat els treballs arqueològics. En el segle xvi es va iniciar un període de decadència per a la fortalesa. La defensa de Lloret obeïa ja a altres estratègies i a finals de segle es construïa, per 150 lliures, una gran torre de defensa en el nucli marítim.
Durant el segle xvi la fortificació va prendre, a grans trets, l'aspecte que coneixem actualment, amb un recinte sobirà a ponent (amb la torre de l'homenatge) i un pati a llevant rodejat d'habitacions al nord i a l'est i obert per la banda del migdia. Però durant aquest segle es va iniciar un període de decadència i abandó de la fortalesa. Durant la primera meitat del segle xvii el castell encara va estar en funcionament, però després va quedar deshabitat i, al llarg del segle xviii només s'utilitzava la torre de l'homenatge com a punt de guaita. El castell de St. Joan contenia dues capelles: per una banda tenim la capella de St. Joan, la qual es va mudar de lloc pel perill de ruïna que amenaçava el castell i, a principis del segle xviii, hi constava una altra capella, aquesta dedicada a Santa Llúcia, en la qual hom hi venerava la Mare de Déu del Castell.
L'any 1790 el Comú i els habitants de Lloret van fer la petició al Real Consejo de Hacienda que permetés la incorporació del castell i el seu terme al patrimoni reial, proposant el pagament de 8.000 lliures al Capítol de la Catedral com a compensació per la pèrdua dels seus drets. El castell va pertànyer al Capítol de la Catedral de Girona fins al 1807 (tot i que el plet ja s'havia resolt favorablement per als habitants de Lloret l'any 1802). El castell va ser bombardejat per l'armada britànica l'any 1805.

### Abandó
A l'inici del segle xix el castell estava en runes, quedant en peu només la torre. El castell fou confiscat per l'Estat el 1855, arran de les lleis desamortitzadores, passant a mans del Ministerio de Finanzas. Durant la guerra contra Anglaterra que va fer cèlebre la batalla de Trafalgar, un vaixell anglès que volia proveir-se d'aigua en la platja de Fenals va voler dispersar a la gent que s'havia agrupat entorn el castell per tal d'observar la maniobra i va disparar diversos trets, un dels quals va partir longitudinalment la torre en dos. La segona meitat va caure el 1923 degut a un llamp.
A partir d'aquell moment, la fortalesa de Lloret només va ser una petita referència. L'estiu de 1964 una excavadora, pertanyent a una urbanització veïna del castell, sense previ avís ni permís de cap mena, obrí un vial que partí el castell en dos, destruint la base de la torre de l'homenatge i una sitja; això impossibilità la total recuperació i dificultà en gran manera la restauració. El fet fou denunciat per l'Associació Espanyola d'Amics dels Castells, la qual inicià les gestions per tal de salvar les restes del castell. S'elaborà un projecte de restauració, aprovat per la Direcció General de Belles Arts, que restà pendent de la decisió i l'interès de l'Ajuntament de Lloret.

### Recuperació
Quan es va celebrar el mil·lenni de la primera aparició del nom de Lloret en un document, amb l'eufòria general per recuperar la història hi va haver un primer intent de salvar i dignificar les restes del castell. Parlem dels anys 1965-68, i després de 1983-84, un cop que l'Ajuntament va aconseguir que l'administració central cedís al municipi els terrenys on estava situada la fortalesa, va començar a consolidar muralles i pedres. Les excavacions dutes a terme per Armand de Fluvià entre 1965-1968, van posar al descobert les restes del castell, la qual cosa va permetre que l'any 1968, l'aparellador Ricar Canals, en realitzés un plànol, permetent esbrinar que la torre mestre era en un dels angles del recinte fortificat, el de migjorn. La torre tenia un diàmetre interior de 5,40 metres, i el gruix de les parets era de 135 cm. A part d'esbrinar les dades originàries de la torre de l'homenatge, aquestes excavacions també van permetre saber que el recinte o clos de muralles tenia una planta rectangular, i el mur de tramuntana feia uns 27 metres de llarg, semblantment als altres dos, que confluïen al costat de la torre.
Els anys 1989-1990 es va restaurar part de la imatge primigènia que havia tingut el castell com la torre de l'homenatge, rodona, i el realçament del mur perimetral. Més tard es va dur a terme una campanya d'excavacions arqueològiques durant els anys 2000-2001, amb la museització corresponent. L'any 2000 es van iniciar excavacions arqueològiques, centrades al pati d'armes, als voltants de la torre i a tres cambres de l'ala oest. Es van descobrir els fonaments de la torre mestra original i diverses sitges medievals, i s'ha evidenciat que tota la fortificació fou objecte de reformes generals entre els segles XV i XVI.